# Ганнс Зайдель
Ганнс Зайдель (нім. Hanns Seidel, справжнє ім'я Франц Венделін Зайдель (Franz Wendelin Seidel); 12 жовтня 1901, Швайнхайм — 5 серпня 1961, Мюнхен) — німецький політик, член Баварської народної партії та Християнсько-соціального союзу. У 1957—1960 роках обіймав посаду прем'єр-міністра Баварії.

## Життєпис
Зайдель народився другим з шести дітей комерсанта Йоганна Зайделя, який помер в 1908 році. Закінчивши в 1921 році гуманістичну гімназію у Ашаффенбург, Зайдель у 1921—1925 роках вивчав юриспруденцію, германістику та економіку спочатку в університетом вюрцбурга, потім у Фрайбурзькому університетах, а в самому кінці — в Йенському університеті. У 1928 році захистив докторську дисертацію в Вюрцбурзі, успішно здав асессорский іспит в 1930 році і працював адвокатом у Ашаффенбург.
У 1932 році Ганнс Зайдель вступив в Баварську народну партію. У 1933 році був заарештований націонал-соціалістами, на деякий час емігрував у Литву, але згодом, незважаючи на перешкоди продовжив адвокатську діяльність. Неодноразово захищав євреїв на судових процесах. У 1940—1945 роках Зайделя служив у вермахті на східному фронті і дослужився до звання лейтенанта запасу танкової дивізії.
Після Другої світової війни в 1945—1947 роках Зайдель був призначений ландратом по округу Ашаффенбург. У 1945 році Зайдель увійшов до ХСС. У 1946 році був делегатом конституційних зборів Баварії. В 1946—1961 роках був депутатом баварського ландтагу, в 1947—1954 роках обіймав посаду міністра економіки Баварії у другому і третьому урядах Эхарда. З 1952 року також відповідав за транспорт.
У 1954—1957 роках Зайдель був прес-секретарем фракції ХСС в ландтазі і тим самим був лідером опозиції уряду Вільгельма Хегнера. У 1955 році Зайдель був обраний головою ХСС, перемігши на виборах свого суперника Франца Йозефа Штрауса. Під керівництвом Зайделя партія провела основоположні реформи організаційного та кадрового порядку.
У 1957 році Ганнс Зайдель був обраний прем'єр-міністром Баварії після розвалу коаліції Хегнера. Після виборів в ландтаг у 1958 році Зайдель зберіг свій пост, сформувавши коаліційний уряд ХСС/Вдп і Загальнонімецького блоку/Союзу вигнаних і безправних. Він прагнув перетворити Баварію з аграрного в промисловий регіон і сприяв будівництву в Гундреммингені першої великої електростанції. У 1958 році був прийнятий закон «Про освіту вчителів».
У 1958 році Ганнс Зайдель постраждав у автокатастрофі, вийшов у відставку в січні 1960 року за станом здоров'я. З поста голови партії Зайдель пішов у лютому 1961 року. Похований на мюнхенському цвинтарі Вальдфрідгоф.
Ім'я Ганса Зайделя носить близький до ХСС партійний фонд.